# 薄珏
薄珏（約1610年—17世紀），字子珏，名一作玨，南直隸蘇州府長洲縣（今蘇州）人，明末清初時科學家、發明家、天文學家，擅長望遠镜、火炮及各類奇巧机械之製造。

## 生平
薄珏是長洲人，居於嘉興。据學者推測，其大致出生於明萬曆三十四年（1606年）至三十八年（1610年）間，主要活动時期在崇祯元年（1628年）至十四年（1641年）間。其於浙江应试，補嘉興縣學生，为明諸生。其學問奧博，洞曉陰陽、占步、製造、水火諸器，讀書一過成誦，從書尾倒誦到頭亦能做到不誤一字，時人驚異其事；其不諳熟世俗瑣事，卻可以在天文知識、五行變化等方面娓娓道來；然而無人知曉其從何所授。當有人問起他守城、行陣、屯牧、水利等問題時，其常常“以口代書，以手代口”，在几案上畫圖解答，同時也可以做到“因地制形，因器成象，了然目前”。其與黄宗羲、张岐然、魏学濂、杨廷枢、汪佑等文坛领袖及社党要角亦有往来，其中魏學濂與薄珏少時即為同窗好友。崇祯七年（1634年）以降，魏學濂在嘉善縣熙寧門外之柳洲亭讀書時，曾向薄珏學習律呂之學，同時二人於「兵書、戰策、農政、天官、治河、城守、律呂、鹽鐵之類，無不講求」。如崇祯十一年（1638年）二月，薄珏著《填星经纬书》，署“中吴薄珏子珏父宣述，魏里魏学濂子一父商定，孙通令闻父较订”，此即是由薄、魏二人讨论商定所成之著作。
薄珏接觸西學較早，其對傳教士所帶來之自然科學，尤其是天文曆算之學亦熟稔。其與同鄉朱㿥藉族人在曆局工作之便得以接觸並參與《崇禎曆書》之編修工作，其中《五緯表說》由薄珏所著，湯若望《交食曆指》由朱、薄二人校對，而《交食曆指》中涉及望遠鏡內容，或為啓發薄珏後來製造望遠鏡之由。另有研究指出，當時《寰有詮》一書之天文學論述與薄珏天文著作如《各重天厚薄大小各异说》《各重天有本动、有推动、有带动》《天体不碍日月星光说》《天体无色辨》《天运之疾无物可喻论》《因天运征天圆辨》等論題多有契合，顯示出薄氏對西學之研讀與闡發。崇禎七年（1634年）冬，张献忠部流民軍進擾安慶，當地官軍覆没，巡撫張國維於崇禎八年（1635年）正月赴援。薄珏為張國維所禮聘，約於該年二月開始爲之製造銅炮：銅炮射程可達三十里，鐵丸殺傷力強，而“發後無聲”；同時爲輔助使用火炮配備有“千里鏡”，用以偵察敵人遠近，鏡筒兩端篏玻璃，望見四五十里外近如咫尺。其又曾製造水车、火铳、地雷、地弩、算籌等兵用或日用器具，可惜皆佚失。此戰勝後，張國維向明廷舉薦薄珏，然而并無結果，其後薄珏便退歸吳門寓居，“蕭然蓬户，如枯僧也”，終其一生也未在朝中擔任官職。
崇禎九年（1636年），薄珏因被仇家所誣陷，一度以逆案繫獄，幸得友人魏学濂相助得免。
崇禎十一年（1638年）五月，發生“熒惑守心”星象，即火星接近天蝎座心宿二，此被認爲不祥。薄珏就此事以諸生身份呈上《荧惑守心论》，持议荧惑守心乃自然現象，无关灾异；又有論述七政五行之語，分析世人將祥瑞歸於木星而將災禍歸於火星之原因。
|        | 五緯之行，各有常度，時當其留，不以堯、舜而避，時當其退，不以桀、紂而延。使熒惑果有非法之行，緩急任意，高下靡恒，即無所用司星氏矣。 |
| ——薄珏 | |

薄珏不嗜酒色，在退歸吳門後便潛心於器物製造，其家裏貧窮，但所居室中器具畢備，并且親自從事冶煉、碾刻、製造、刻字等工藝。其認爲自己欲造器物之工序難以被一般工匠所理解意會，故不得不親力親爲。如其嘗製造“渾天儀”，其周徑不足一尺，卻可清楚標記“日月之盈縮脁朒，星辰之宿離伏逆”，而鶉、昴、建、弧等星宿位置，均可以勾股定理測量得出；渾天儀又環設銅尺，採用直線分割圓輪之法，以有定之角度量無定之邊。薄珏之名聲因其巧思也一度遠播外國，“海外亦重之”。其大約在明朝滅亡後以“窮餓死”，去世後因家貧甚至無財斂葬，後經其朋友賻贈方得完成後事。育有一女。

## 成就

### 製造望遠鏡

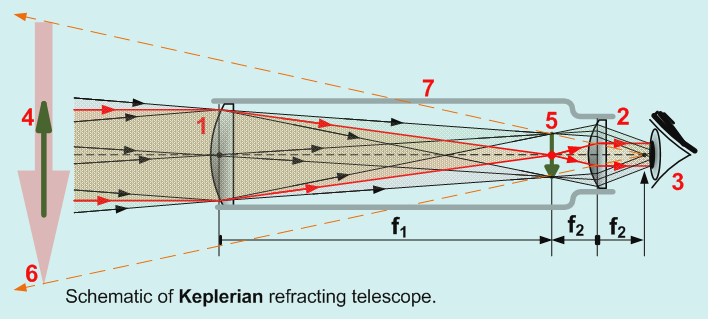
折射望遠鏡原理示意圖

薄珏擅製望遠鏡。早期望远镜利用光的折射来会聚远处物体射来之光线，称为折射望远镜，而薄珏則有嘗試製造此類望遠鏡之記錄，用其鏡觀測遠處桅竿鳥雀，皆“歷歷可數”；其在安慶之戰中亦製造出“千里鏡”，可以偵查敵人遠近，乃世界上首創將望遠鏡用于協助火炮校準者:160。研究指出其望遠鏡製造則受到汤若望《交食历指》、《远镜说》等書间接甚或直接之影响。
薄珏又曾論述人眼與望遠鏡間的調節關係，認為使用望遠鏡應該首先反復練習數日，“由顯之微，自近至遠，轉移進退，久久馴熟”，然後目、鏡之間才能相互適應，否則清晰度將受到影響。此說影響了當地製鏡者孫雲球，其在著作《鏡史》中論述調節望遠鏡時即引用薄氏說法。

### 曆學研究
薄珏曾深入研究曆法，在考察了漢、唐、两宋諸家算法後，其指出元代郭守敬《授時曆》最为精确。关于岁差的变化，其則指出：“從後推，則每百年增一；從前推，則每百年減一。以子半虛六度積成歲差，每歲差一分五十秒，積六十六年遂退一度，繇是而證之。”如此亦符合《後漢書·律曆志》“章、紀、蔀、元”與北宋邵雍“元會運世”之論述。其認為明代運用《周易》制定曆法、舞蹈、禮樂等皆是強行附會，非其本義，故自己要著書立說，讓後人分辨自明。薄珏亦曾研究音律，詳密過於前人。

### 觀測土星環
薄珏天文學理論大多源于耶稣会士所传授的托勒密—第谷天文学及亚里士多德宇宙论，見於《崇祯历书》、《寰有诠》等書，其大量著作也受以上兩種天文學書籍之浸染；其亦對天文現象多有着心，如其著作《太阳经纬书·清蒙气差表说》讨论了“清蒙气差”（即大氣折射）现象。其在《填星经纬书》中曾記錄其通過望遠鏡長期觀測土星及土星環所得出之星體變化：
上天奥微之理，可求而不可穷。故知天之圣，仍云不测。如土星虽有异行，而星体似无他异，乃以远镜窥之，则见其体长圆如鸟卵，两旁有附耳，作羽觞形。积数年之久，见其两耳别为两星，稍离本体，作播鼓形。迩年以来，复与本星相近。闻测量家皆云，二星之行以本星心为地心，而旋绕其周，亦未得其年日周行之率。其或无关历数耶？抑有关历理耶？以俟后之出于蓝者。——薄珏，《填星经纬书·土星总论三》
其見到“两旁有附耳，作羽觞形”之“两星”，實則土星環，認可並證明了《崇祯历书·五緯曆指》中所提及土星環為衛星之假說。

## 評價
李约瑟在其著作《江苏的光学技艺家》中专门研究薄珏和孙云球两人明清时在光学尤其是望远镜制造上所取得的世界性成就，其稱：“望远镜的发明开始看起来越来越象在近代以前很少有的一种现象，即一种概念一旦‘流行’，许多人几乎同时取得成就。……确实极其可能在1550年—1610年间，至少有六个人利用双凹以及双凸透镜进行过二重透镜状组合，并且得到了远离物体的惊人的放大效应。如果承认这点，那么薄珏本人是这些人之中的一个的可能性就是非常有理由的。”
王锦光在《中國光學史》中稱：“我国科学家薄珏曾创造性地把望远镜装在自制的铜炮上。这是中国把望远镜用于军事的最早记载，也是将望远镜用于大炮上的最早记录。”:160。其又推断薄珏、孫雲球二人所制造的望远镜都是伽利略式的地上望远镜:58-62。
王士平、李志军等学者根据钱之明之介绍，认为开普勒式望远镜在明末並未传到中国，而薄珏在安庆之役前研制出此种型式的望远镜：“薄珏是开普勒式望远镜的独立发明家……薄珏发明望远镜的时间与西方的沙伊纳是如此接近，以致于我们完全有理由把由两个会聚透镜构成的望远镜称作‘开普勒—薄珏’式望远镜。”而鄭誠對此說提出質疑，認為判斷薄珏所發明望遠鏡為開普勒式尚無確證。纪建勋在其文章中提出薄珏是“我国实际上制造出望远镜的第一人”。

## 著作
薄珏著作頗豐，著有《格物测地论》百卷，及《浑天仪图说》、《盖天通宪图说》、《简平仪图说》、《日晷各地不同说》、《灵漏象天说》、《沙漏定时说》等，然惜皆不傳。而學者鄭誠根據大連圖書館2009年出版《大连图书馆藏古籍书目》所著录“新法历书一卷”，檢視原書，發現其為薄珏所著《經緯書》系列，此前未聞傳世。其中包括《太阳经纬书》、《月离经纬书》、《填星经纬书》、《荧惑经纬书》、《辰星经纬书》，粗估四萬字，内有插图数十页。《荧惑经纬书》中给出崇祯九年丙子十二月初六至崇祯十一年戊申十一月初二火星运行一周，返回危一度，凡744日间18组数据，包括疾迟状态、日期、宿度，以及相应运行阶段之日躔行度，顯示薄珏對火星運動的觀察與認識。

## 相關軼事
曾經有一名姓吳的書生，其所持有古鐘因年久而失聲，便找到薄珏。薄珏就地用火煨燒古鐘，此鐘又重新能發出聲響。